# Sanquin District Number Three
Sanquin District Number Three är ett distrikt i Liberia.   Det ligger i regionen Sinoe County, i den södra delen av landet, 200 km sydost om huvudstaden Monrovia.